# Anna von Preußen (1836–1918)

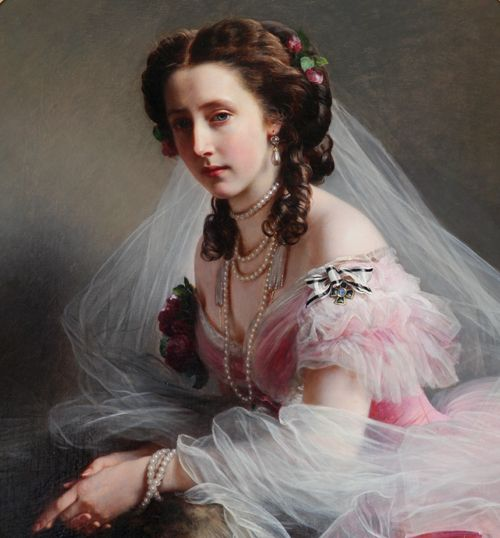
Prinzessin Anna von Preußen, spätere Landgräfin von Hessen-Kassel (Gemälde von Franz Xaver Winterhalter, 1858, Schloss Fasanerie)

Anna von Preußen (* 17. Mai 1836 in Berlin als Prinzessin Marie Anna Friederike von Preußen; † 12. Juni 1918 in Frankfurt am Main) war eine Landgräfin von Hessen-Kassel, preußische Prinzessin und bekannte Konvertitin zur katholischen Kirche.

## Leben

### Kindheit, Ehefrau und Fürstin

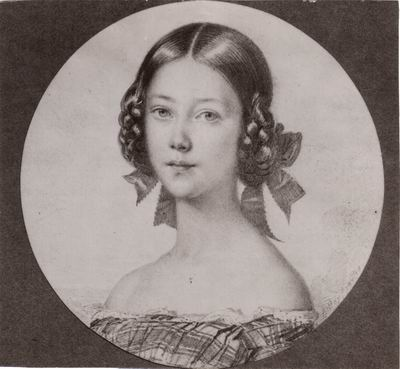
Prinzessin Anna von Preußen in ihren frühen Jahren

Prinzessin Anna war die jüngste Tochter von Prinz Carl von Preußen, dem dritten Sohn von König Friedrich Wilhelm III. und Königin Königin Luise, und Prinzessin Marie von Sachsen-Weimar-Eisenach, Schwester von Kaiserin Augusta, der Gattin von Wilhelm I.
Das Mädchen wuchs hauptsächlich auf Schloss Glienicke in Berlin-Wannsee auf und wurde durch den Preußischen Feldpropst Ludwig August Bollert (1833–1860) in der evangelischen Religionslehre unterrichtet.
Am 26. Mai 1853 heiratete Prinzessin Anna von Preußen in Charlottenburg den Prinzen Friedrich Wilhelm von Hessen, Sohn des Landgrafen Wilhelm von Hessen-Kassel-Rumpenheim und der Prinzessin Louise Charlotte von Dänemark. Er war der präsumtive Thronerbe im Kurfürstentum Hessen. 1866 wurde Kurhessen von Preußen annektiert, worauf der letzte Kurfürst Friedrich Wilhelm I., der Onkel von Prinzessin Annas Gatten, ins Exil ging.
1873 verzichtete der Neffe Friedrich Wilhelm im Wege eines Ausgleichsvertrages auf alle Regierungsrechte und erhielt darauf von Preußen eine hohe Abfindung, wodurch er und Anna fortan unter Beibehaltung ihres fürstlichen Hausstandes als Privatpersonen leben konnten.
Die Familie residierte abwechselnd in Dänemark, im Kasseler Schloss Wilhelmshöhe, in Weimar, Berlin, auf Gut Panker in Holstein, sowie auf dem Rumpenheimer Schloss. 1875 begann Friedrich Wilhelm den Ausbau von Schloss Philippsruhe bei Hanau zu seinem Alterssitz, in den das Ehepaar 1880 einzog. Anna von Preußen, oder Landgräfin Anna, wie sie genannt wurde, unterhielt dort einen Zirkel mit renommierten Künstlerpersönlichkeiten ihrer Zeit, u. a. Johannes Brahms (der ihr sein großes Klavierquintett f-Moll op. 34 widmete, eines der bedeutendsten Werke der Kammermusik), Clara Schumann, Anton Grigorjewitsch Rubinstein, Julius Stockhausen, Niels Wilhelm Gade, August Winding und Johann Peter Emilius Hartmann.

### Witwe und Konvertitin

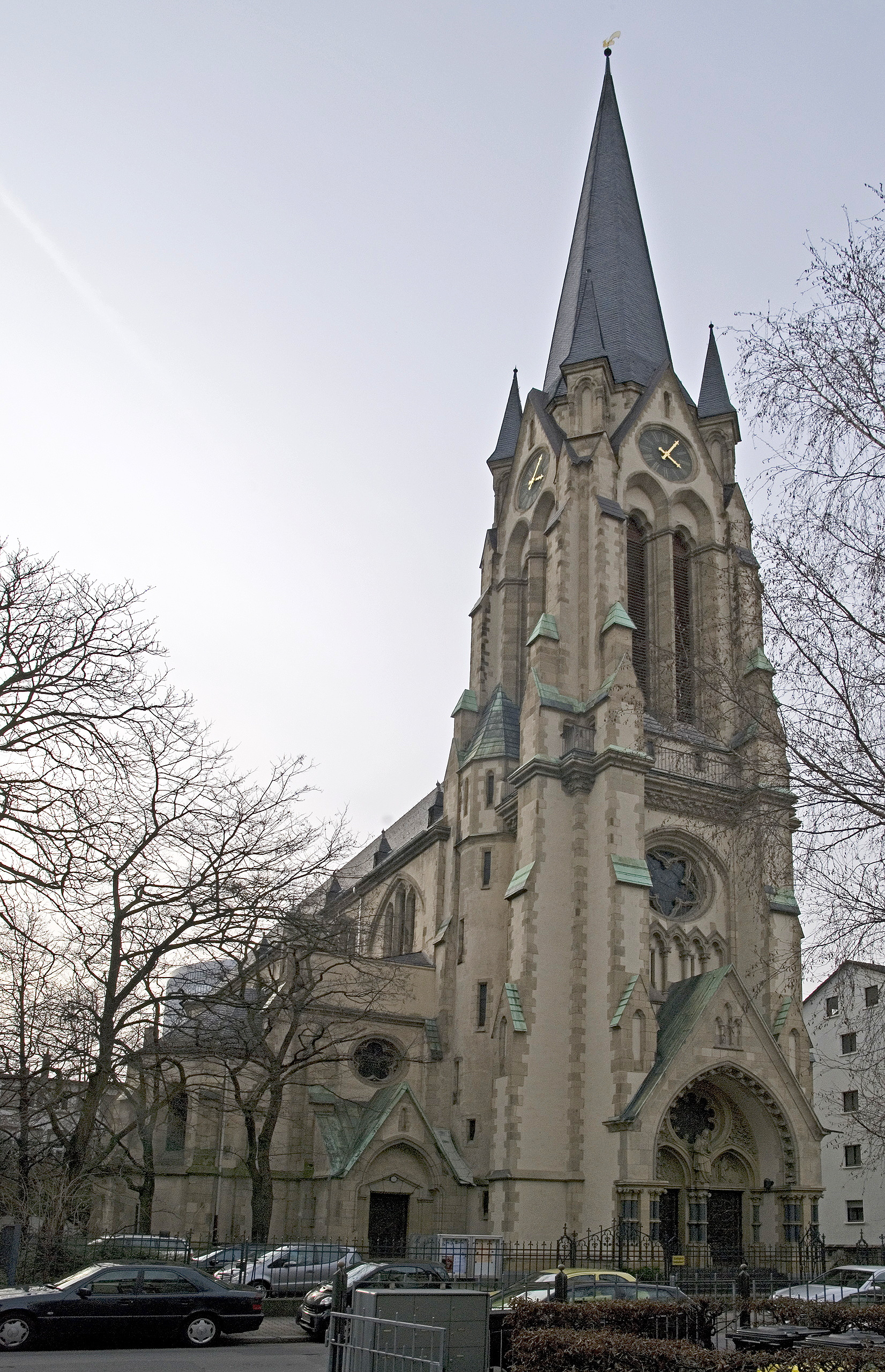
Die von Prinzessin Anna gestiftete Kirche St. Antonius in Frankfurt am Main

Prinzessin Anna erlitt nacheinander zahlreiche Schicksalsschläge, die bei ihr eine verstärkte Hinwendung zu religiösen Dingen hervorriefen. 1882 starb die 10-jährige Tochter Marie Polyxene an Knochenmarkentzündung, 1884 erlag ihr Gemahl einer schweren Magenkrankheit, 1886 verlor sie ihren jungen Schwiegersohn Erbprinz Leopold von Anhalt; ihr ältester Sohn Friedrich Wilhelm kam 1888 auf einer Seereise zu Tode.

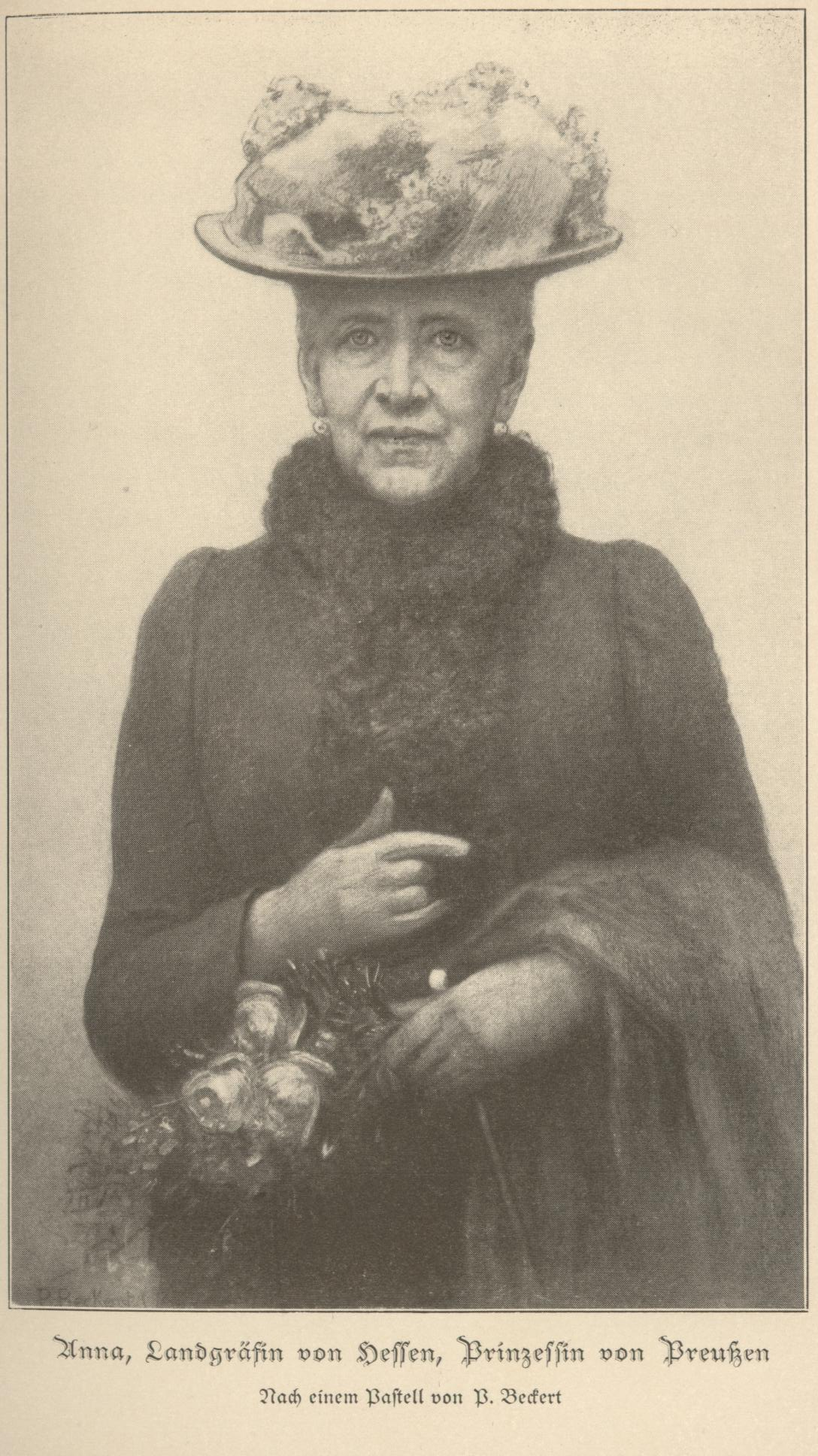
Altersbild von Prinzessin Anna von Preußen, Landgräfin von Hessen (nach einem Pastellgemälde von Paul Beckert, 1916)

Die Landgräfin hatte bereits 1866, bei einem Aufenthalt in Mainz, den dortigen Bischof Wilhelm Emmanuel von Ketteler kennengelernt, der sie stark beeindruckte und bei ihr ein bleibendes Interesse an der römisch-katholischen Kirche weckte. Nun hielt sie sich oft zu Schloss Adolphseck bei Fulda auf, in einem römisch-katholisch geprägten Landstrich. Die Fürstin entwickelte im Laufe der Jahre eine sich stets vergrößernde Affinität zur römisch-katholischen Konfession und erklärte schließlich nach eingehendem Unterricht durch Professor Viktor Thielemann (1867–1944), am 10. Oktober 1901 offiziell ihren Übertritt zur römisch-katholischen Kirche. An dem feierlichen Akt in der Kapelle des Fuldaer Priesterseminars partizipierten neben dem Ortsbischof Adalbert Endert und seinem Nachfolger Joseph Damian Schmitt auch der spätere Bischof von Meißen Christian Schreiber sowie Erzherzogin Maria Luisa von Österreich, deren Gatte, Fürst Karl II. zu Isenburg und Büdingen, selbst ein Konvertit war.
Schon am 7. August 1901 hatte ihr ein Leibgendarm das Handschreiben Kaiser Wilhelm II. überbracht, in dem er sie als Chef des Hauses Hohenzollern, wegen ihres bevorstehenden Glaubenswechsels aus der Familie ausstieß. Außerdem kündigte er ihr an, allen Mitgliedern des Hauses Hohenzollern den Verkehr mit ihr zu untersagen. Der Brief, von dem einige Passagen an die Öffentlichkeit gelangten, sorgte für großes Aufsehen, weil er als Angriff auf den Katholizismus und damit auf ein Drittel der Reichsbevölkerung gewertet wurde. 1918, kurz vor dem Tod von Prinzessin Anna, besuchte Wilhelm II. sie jedoch noch einmal persönlich, bedauerte seine Handlungsweise und versöhnte sich mit ihr.
Im April 1902 fuhr die Fürstin nach Rom, wo sie Papst Leo XIII. in Privataudienz empfing. Bei dieser Gelegenheit lernte sie auch den damaligen Unterstaatssekretär Giacomo della Chiesa, den zukünftigen Benedikt XV., persönlich kennen.
1905 ließ sich Anna von Hessen als Mitglied in den Dritten Orden der Franziskaner aufnehmen, in dessen Schwesterntracht man sie später auf ihren Wunsch hin begrub. Seit 1902 unterhielt die Landgräfin freundschaftliche Kontakte zu dem neugegründeten St. Bonifatiuskloster zu Hünfeld, dem sie mehrere wertvolle Schenkungen machte, wie z. B. ein grünes Messornat aus 20 Teilen, das von Paul Beckert angefertigte Porträtgemälde des Ordensgründers Eugen von Mazenod und nach ihrem Tode ein silbernes Altarkreuz mit vier Leuchtern mit einer Kreuzreliquie. Die Kongregation der Oblaten Missionare hat sie zur Ehrenoblatin erhoben und junge Patres haben oft in der Schlosskapelle auf Schloss Adophseck in den Sommermonaten als Schlosskapläne täglich die hl. Messe gefeiert.
Ihre letzten Lebensjahre verbrachte sie in Frankfurt am Main, wo sie am 12. Juni 1918 starb. Papst Benedikt XV. hatte der Sterbenden noch seinen persönlichen Segen gespendet und Grüße überbringen lassen. Bei ihrem Tod war Anna von Preußen das älteste Familienmitglied des Fürstenhauses Hohenzollern. In der von ihr gestifteten St. Antoniuskirche, ihrer täglichen Aufenthaltsstätte zu Gebet und Messe, wurde sie am 17. Juni aufgebahrt. Der Limburger Bischof Augustinus Kilian hielt dort das Pontifikalrequiem in Anwesenheit vieler Fürstlichkeiten, u. a. Königin Wilhelmina der Niederlande. Der Sarg wurde anschließend mit der Eisenbahn nach Fulda überführt, wo die Prinzessin auf eigenen Wunsch im Dom zu Fulda, vor dem St. Anna Altar, nahe dem Grab des Hl. Bonifatius bestattet wurde. Die Bodeninschrift lautet: „Hic iacet Serenissima Landgrafia Hassiae ANNA Principissa Borussiae nata Berolini die 17. maii 1836 obiit Francofurti die 12. junii 1918 + Misericordias Domini in aeternum cantabo R.I.P.“

## Nachkommen
Landgräfin Anna und ihr Ehemann Friedrich Wilhelm hatten sechs Kinder, von denen Friedrich Karl 1918 zum König von Finnland gewählt wurde. Die Kinder waren:
- Friedrich Wilhelm Nikolaus Karl (1854–1888)
- Elisabeth Charlotte Alexandra (1861–1955) ⚭ 1884 Erbprinz Leopold von Anhalt (1855–1886)
- Alexander Friedrich Wilhelm Albrecht (1863–1945) ⚭ 1925 Gisela Freiin Stockhorner von Starein (1884–1965)
- Friedrich Karl Ludwig Konstantin (1868–1940), 1918 nominell König von Finnland ⚭ 1893 Margarethe von Preußen (1872–1954)
- Marie Polyxene (1872–1882)
- Sibylle Margaretha (1877–1953) ⚭ 1898–1923 Friedrich Freiherr von Vincke (1867–1925)